# Lekkoatletyka na Letnich Igrzyskach Paraolimpijskich 2012 – 200 metrów T42 mężczyzn
W biegu na 200 metrów kl. T42 mężczyzn podczas Letnich Igrzysk Paraolimpijskich 2012 rywalizowało ze sobą 9 zawodników. W konkursie udział wzięli sportowcy z nogami amputowanymi powyżej kolan.

## Wyniki

### Finał
| Poz. | Zawodnik           | Narodowość        | Rezultat | Uwagi |
| ---- | ------------------ | ----------------- | -------- | ----- |
| 1    | Richard Whitehead  | Wielka Brytania   | 24,38    | WR    |
| 2    | Shaquille Vance    | Stany Zjednoczone | 25,55    |       |
| 3    | Heinrich Popow     | Niemcy            | 25,90    |       |
| 4    | Scott Reardon      | Australia         | 26,03    |       |
| 5    | Wojtek Czyz        | Niemcy            | 26,07    |       |
| 6    | Clavel Kayitaré    | Francja           | 26,22    |       |
| 7    | Daniel Jorgensen   | Dania             | 26,46    |       |
| 8    | Atsushi Yamamoto   | Japonia           | 26,76    |       |
| 9    | Garcia-Tolson Rudy | Stany Zjednoczone | 26,97    |       |